# NGC 136
NGC 136 es un cúmulo abierto en la constelación de Casiopea. Fue descubierto por William Herschel el 26 de noviembre de 1788. John Dreyer lo describió como "un cúmulo globular, muy débil, pequeño, extremadamente comprimido". 